# Mark Nathan Monak
Mark Nathan Monak (født 28. juli 2000 i Estland) er en estisk skuespiller og danser. Han har arbejdet som instruktør og koreograf siden 2016, og er ligeledes kunstner og performer.
Monak begyndte som helt lille at danse på Dance School WAFs danselinje i 2003 og opøvede og lærte, under vejledning af forskellige lærere, en række dansestilarter at kende i løbet af de næste 15 år, bl.a. hip-hop, moderne danse og showdance. Gennem en årrække har han stiftet bekendtskab med adskillige estiske danseskoler og dansestudier, ligesom han har samarbejdet med koreografer i såvel Estland som internationalt.
Som skuespiller har Monak medvirket i musikfilmen Kallid reisijad fra 2022 og i tv-serien Hvem skød Otto Mueller? fra samme år.

## Filmografi (udvalg)
- 2022 - Hvem skød Otto Mueller? (tv-serie) – Magnus
- 2022 - Kallid reisijad – buspassager